# I Puffi (videogioco 1999)
I Puffi (The Smurfs) è un videogioco platform a scorrimento basato sugli omonimi personaggi creati dal fumettista belga Peyo, su licenza ufficiale della I.M.P.S. (Brussels), sviluppato da Heliogame Production e pubblicato dalla Infogrames per PlayStation nel 1999. Era prevista pure una versione per Nintendo 64 (The Smurfs 64), ma fu annullata prima dell'effettivo rilascio.
Tutte le contenute sequenze animate sono state realizzate dallo studio francese Praxinos.

## Modalità di gioco

Schermata dalla modalità "Non è uno scherzo".

I Puffi è realizzato nella grafica 2.5D e comincia con un video della cicogna Bianca che, nella notte, porta un neonato involto da coperta verso il villaggio dei Puffi e lo lascia davanti all'uscio di una delle case.
Si compone di due modalità chiamate "È uno scherzo" e "Non è uno scherzo".

### È uno scherzo
Funge da introduzione al titolo, con il video seguito a quello iniziale: all'alba Forzuto (protagonista del gioco), il puffo residente nella casa, vede il bimbo della coperta e scopre (allo stupore anche degli altri Puffi) che è Baby Puffo, il quale a detta del Grande Puffo sembra avere fame. Decide quindi di cercargli qualcosa da mangiare.
Qui liberamente e selezionabilmente si possono provare sette livelli, in cui vi si raccolgono sonaglini e biberon che sono disseminati lungo essi. Servono inoltre per apprendere le funzioni dei tasti e destreggiarsi nelle abilità di tempismo, salto e attacco contro i nemici.
Premendo "Select" nell'apposita schermata viene dato accesso ad un minigioco del genere simulatore di vita, incentrato appunto su Baby Puffo. Il giocatore può prendersene cura come fosse un bebè vero, impartendogli quando lui esprime alla nuvoletta uno dei quattro disponibili comandi: fare il bagnetto, dormire, dare la pappa e giocare (per questi ultimi due con i succitati oggetti presi in quei livelli). Il tutto finché alla fine non diventa felice.

### Non è uno scherzo
È la storia e avventura principale, ove si affrontano dieci livelli allo scopo di salvare Baby Puffo e nove generici Puffi dalle grinfie del malvagio mago Gargamella, il quale li ha rapiti e rinchiusi dentro a delle gabbie (tenendo per sé Baby Puffo nel suo castello) mediante un esercito di Gorg, creature bipedi da lui evocate con un incantesimo.
Forzuto li attraversa semplicemente per completarli arrivando all'apposita uscita, indicata da un cartello con la freccia, così che i suoi simili siano liberi (al susseguirsi dell'apposito intermezzo animato). Lungo il suo cammino incrocia vari nemici, soprattutto i Gorg di Gargamella, che li elimina saltandoci sopra o mediante il regalo di Burlone, un pacco esplosivo che può essere lanciato anche sui muri fragili per poter proseguire col livello. Alcuni di essi rilasciano una pozione che conferisce al puffo, in base al suo colore, un'abilità speciale tra il doppio salto (blu), il breve scatto (verde) e la capriola (rosso).
Inoltre si possono trovare sparsi degli oggetti utili tra cui tanti puffdolci, di diverso tipo a seconda dei livelli, i quali, raccogliendone ciclicamente cento viene ricevuta una vita supplementare; quest'ultima la si ottiene pure cogliendo un medaglione d'oro, che però, quando si hanno al massimo nove vite fa ricaricare la barra della salute di Forzuto. Una lente d'ingrandimento lo rimpicciolisce consentendogli di passare sotto a dei piccoli passaggi entro 20 secondi, mentre il cappello di Minatore, entro invece 19 secondi, gli favorisce la luminosità su delle zone buie di un livello.
Infine, un particolare oggetto nella forma di una Luna crescente è presente in ogni livello (ve ne sono tre per la precisione), ed è obbligatorio collezionarle tutte per concludere definitivamente il gioco.

## Doppiaggio
| Personaggio               | Doppiatore inglese | Doppiatore italiano |
| ------------------------- | ------------------ | ------------------- |
| Forzuto (Hefty Smurf)     | John Langford      | Davide Garbolino    |
| Golosone (Greedy Smurf)   | John Tearney       | Davide Garbolino    |
| Puffetta (Smurfette)      | Lisa Howard        | Emanuela Pacotto    |
| Grande Puffo (Papa Smurf) | Christopher Wilson | Maurizio Scattorin  |
| Gargamella (Gargamel)     | Jesse Lachapelle   | Antonio Paiola      |